# 豪斯基兴
豪斯基兴是奥地利下奥地利州根瑟恩多夫县的一个市镇。总面积22.04平方公里，总人口1251人，人口密度56.8人/平方公里（2005年）。